# Diócesis de Altoona-Johnstown
La diócesis de Altoona-Johnstown (en latín: Dioecesis Altunen(sis)-Johnstonien(sis) y en inglés: Roman Catholic Diocese of Altoona–Johnstown) es una circunscripción eclesiástica latina de la Iglesia católica en Estados Unidos, sufragánea de la arquidiócesis de Filadelfia. La diócesis tiene al obispo Mark Leonard Bartchak como su ordinario desde el 14 de enero de 2011.

## Territorio y organización

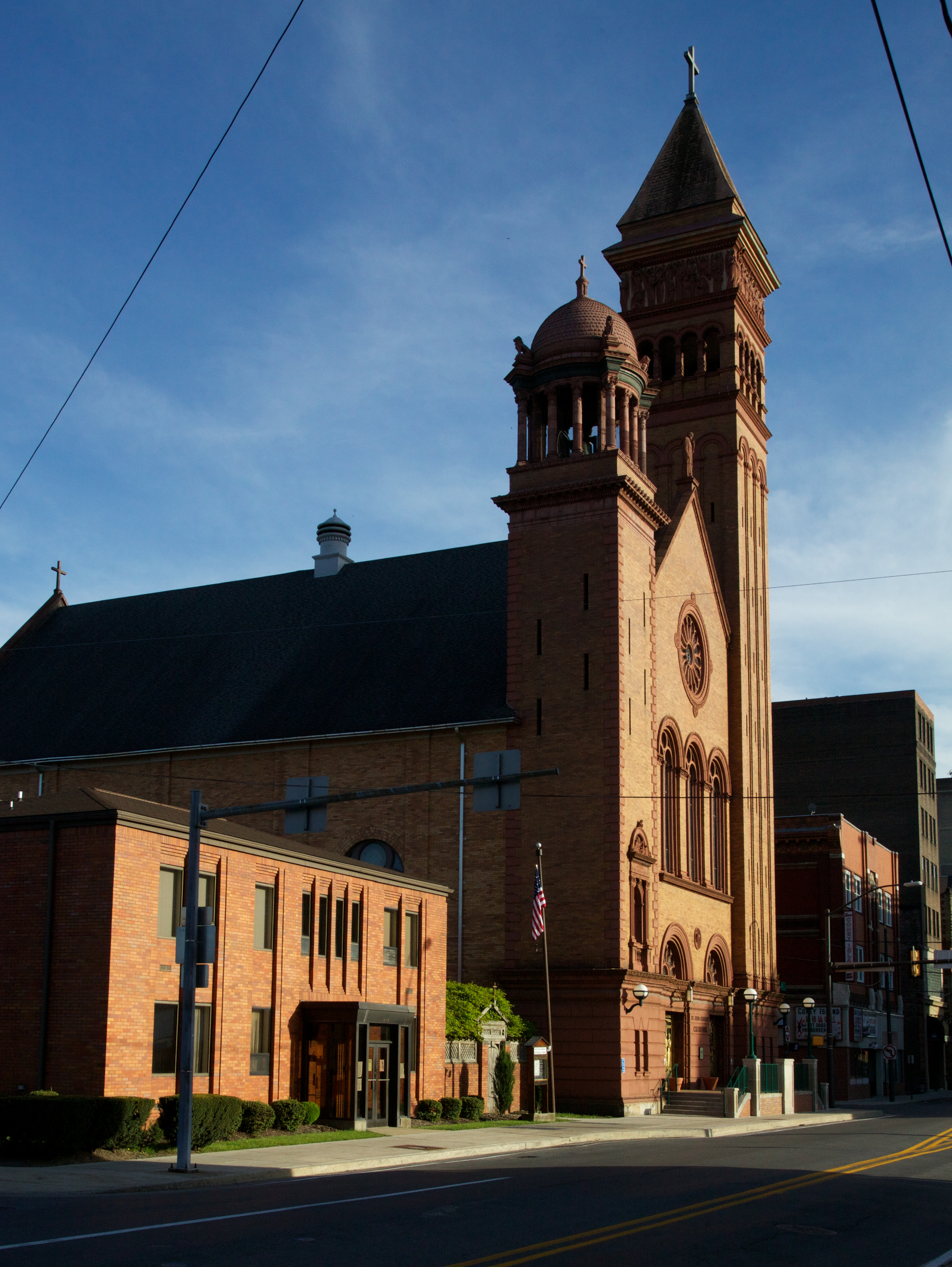
Concatedral de San Juan Gualberto, Johnstown

La diócesis tiene 17 279 km² y extiende su jurisdicción sobre los fieles católicos de rito latino residentes en 8 condados del estado de Pensilvania: Bedford, Blair, Cambria, Centre, Clinton, Fulton, Huntingdon y Somerset.
La sede de la diócesis se encuentra en la ciudad de Altoona, en donde se halla la Catedral del Santísimo Sacramento. En Johnstown se encuentra la Concatedral de San Juan Gualberto. En Loretto se halla la basílica menor de San Miguel Arcángel.
En 2020 en la diócesis existían 86 parroquias.

## Historia
La diócesis de Altoona fue erigida el 30 de mayo de 1901 con el breve Ad supremum Apostolatus del papa León XIII, obteniendo el territorio de las diócesis de Harrisburg y Pittsburgh.
El 9 de octubre de 1957, por decreto In Altunensis de la Congregación Consistorial, la iglesia de San Juan Gualberto en Johnstown fue elevada a la dignidad de concatedral y la diócesis tomó su nombre actual.

## Estadísticas
De acuerdo al Anuario Pontificio 2021 la diócesis tenía a fines de 2020 un total de 72 599 fieles bautizados.
| Año                                                                             | Población            | Población | Población      | Sacerdotes | Sacerdotes    | Sacerdotes    | Bautizados por sacerdote | Diáconos permanentes | Religiosos | Religiosos | Parroquias |
| Año                                                                             | Bautizados católicos | Total     | % de católicos | Total      | Clero secular | Clero regular | Bautizados por sacerdote | Diáconos permanentes | Varones    | Mujeres    | Parroquias |
| ------------------------------------------------------------------------------- | -------------------- | --------- | -------------- | ---------- | ------------- | ------------- | ------------------------ | -------------------- | ---------- | ---------- | ---------- |
| 1950                                                                            | 135 377              | 619 257   | 21.9           | 231        | 132           | 99            | 586                      |                      | 101        | 73         | 111        |
| 1959                                                                            | 152 918              | 625 356   | 24.5           | 231        | 149           | 82            | 661                      |                      | 108        | 66         | 114        |
| 1966                                                                            | 144 900              | 626 707   | 23.1           | 292        | 148           | 144           | 496                      |                      | 150        | 581        | 136        |
| 1970                                                                            | 146 604              | 626 707   | 23.4           | 266        | 150           | 116           | 551                      |                      | 146        | 471        | 119        |
| 1976                                                                            | 145 569              | 627 403   | 23.2           | 254        | 159           | 95            | 573                      | 1                    | 156        | 275        | 136        |
| 1980                                                                            | 157 300              | 631 000   | 24.9           | 276        | 177           | 99            | 569                      | 2                    | 161        | 271        | 136        |
| 1990                                                                            | 125 150              | 708 100   | 17.7           | 240        | 166           | 74            | 521                      | 6                    | 82         | 240        | 136        |
| 1999                                                                            | 115 210              | 647 357   | 17.8           | 217        | 156           | 61            | 530                      | 19                   | 10         | 106        | 112        |
| 2000                                                                            | 114 987              | 645 132   | 17.8           | 213        | 148           | 65            | 539                      | 24                   | 76         | 83         | 110        |
| 2001                                                                            | 110 651              | 641 763   | 17.2           | 211        | 149           | 62            | 524                      | 30                   | 73         | 83         | 103        |
| 2002                                                                            | 112 426              | 645 268   | 17.4           | 205        | 143           | 62            | 548                      | 29                   | 66         | 87         | 100        |
| 2003                                                                            | 110 122              | 645 268   | 17.1           | 194        | 138           | 56            | 567                      | 30                   | 64         | 107        | 99         |
| 2004                                                                            | 108 202              | 645 268   | 16.8           | 189        | 136           | 53            | 572                      | 32                   | 63         | 90         | 99         |
| 2006                                                                            | 103 694              | 644 307   | 16.1           | 189        | 131           | 58            | 548                      | 34                   | 66         | 80         | 97         |
| 2012                                                                            | 109 500              | 678 000   | 16.2           | 174        | 118           | 56            | 629                      | 36                   | 64         | 70         | 88         |
| 2015                                                                            | 84 368               | 648 109   | 13.0           | 166        | 112           | 54            | 508                      | 38                   | 65         | 66         | 87         |
| 2018                                                                            | 75 468               | 652 258   | 11.6           | 159        | 106           | 53            | 474                      | 38                   | 66         | 67         | 86         |
| 2020                                                                            | 72 599               | 637 530   | 11.4           | 185        | 99            | 86            | 392                      | 39                   | 139        | 71         | 86         |
| Fuente: Catholic-Hierarchy, que a su vez toma los datos del Anuario Pontificio. |                      |           |                |            |               |               |                          |                      |            |            |            |

## Episcopologio
- Eugene Augustine Garvey † (31 de mayo de 1901-22 de octubre de 1920 falleció)
- John Joseph McCort † (22 de octubre de 1920 por sucesión-21 de abril de 1936 falleció)
- Richard Thomas Guilfoyle † (8 de agosto de 1936-10 de junio de 1957 falleció)
- Howard Joseph Carroll † (5 de diciembre de 1957-21 de marzo de 1960 falleció)
- Joseph Carroll McCormick † (25 de junio de 1960-4 de marzo de 1966 nombrado obispo de Scranton)
- James John Hogan † (23 de mayo de 1966-17 de octubre de 1986 retirado)
- Joseph Victor Adamec † (12 de marzo de 1987-14 de enero de 2011 retirado)
- Mark Leonard Bartchak, desde el 14 de enero de 2011